# Les félins m'aiment bien
Les félins m'aiment bien è un'opera teatrale di Olivia Rosenthal, che è stata pubblicata nel 2004. La sua rappresentazione ha avuto luogo nel gennaio 2005 al teatro Gérard Philipe di Saint-Denis, con la regia di Alain Ollivier.

## L'opera
Quest'opera evoca la questione dell'animalità nell'uomo, del rinchiudere, della divorazione amorosa. Pone anche il problema del sapere ciò che accade quando non ci sono più leggi, quando ci si rinchiude nella propria comunità lontano dalla società.
Due coppie, Cérès e Roland, Marianne e Balthazar, sono isolate, lontano dal mondo, in un castello. Si parla di un puma che non bisogna lasciare andare, e d'una bestialità che può vincere tutto si non le si mettondo dei freni.
Al momento della messa in scena, i due ruoli principali erano tenuti da  Valérie Crunchant (Cérès), e Florence Payros (Marianne). Da ricordare particolarmente è il faccia a faccia di un erotismo scoppiettante tra Cérès (Valérie Crunchant) e il suo amante Roland (Régis Lux), camuffato da orso. Questa scena, secondo il quotidiano Libération, è una strizzatina d'occhio al film di Jean Renoir La regola del gioco.
Il resto della distribuzione dei ruoli in Les félins m'aiment bien era il seguente: Balthazar era interpretato da Thomas Durand, Alix da Irina Solano e Nestor da Bruno Sermonne.

## Analisi
Un'analisi dell'opera Les félins m'aiment bien si trova in La Quinzaine Littéraire dal 16 al 31 gennaio 2005 sotto il titolo "Cérès et l'ours".
Per i temi abbordati: la sessualità, l'animalità, l'assenza di legge, la chiusura comunitaria; per il modo di parlarne in una lingua chiara, precia e rigorosa, Les félins m'aiment bien inaugura una nuova forma di scrittura drammatica per il XXI secolo.
Nel quotidiano Libération del 27 gennaio 2005 Olivia Rosenthal evoca così la sua opera: